# Хронологія українського повстанського руху (1944)
Нижче наведено список подій за участю УПА та Організації українських націоналістів за 1944 рік.

## Січень
- 1 січня — загін УПА командира "Остапа" ліквідував польську колонію Сераківка (Вербівський район, Рівненська область)[1].
- 2 січня;
  - відділ BПЖ (Військово-польова жандаpмеpія) ВО "Боrун" роззброїв 4 польских поліцаїв і 6 yгоpців, які пpиїхали з Дубно грабyвати село Грядки[2].
  - у селі Топча угорські офіцери провели переговори з командирами УПА з ВО-4 "Тютюнник" про співпрацю у проведенні спільних бойових акцій проти радянських партизанів. Угорці передали повстанцям індивідуальні понад 1000 перев'язувальних пакетів, зброю та боєприпаси[3].
- 8 січня;
  - напад УПА на комендатуру німецької шуцполіції у Турці. Вбито старшого вахмістра Вагнера. У помсту за інцидент 12 січня в Дрогобичі окупаційна влада публічно стратить 10 прихильників ОУН[4].
  - в селі Орв'яниця Дубровицького району відбулися переговори між угорцями та керівницством референтури СБ-ОУН ВО «Заграва». Перемовини відбувалися німецькою мовою і них було досягнуто взаємної домовленості: українське підпілля зобов’язувалось вивести угорську частину (до її складу входив також підрозділ німецької жандармерії) з району оточення поблизу Дубровиці через лінію німецько-радянського фронту в напрямку до Луцька, де в той час зосередилися основні угорські сили в регіоні; їм гарантувалось безперешкодне пересування теренами повстанського запілля. Водночас у разі потреби відділи УПА мали прикрити відступ угорського війська. Взамін гонведи мали передати повстанцям два важкі міномети, станкові кулемети, автомати та гвинтівки з амуніцією. Умови угоди були успішно виконані обома сторонами. До того ж на бік УПА добровільно перейшли 100 гонведів[5].
- 10 січня — група німців і польских поліцаїв чисельністю в 55 осіб спробувала пацифікувати село Зелене в Горохівському районі, однак місцева боївка СКВ відбила атаку, знищивши 5 противників[6].
- 12 січня;
  - в районі села Корчиця Дубровицького району Рівненської області 447-й стрілецький полк 397-ї дивізії 13‑ї армії раптово зіткнувся із сотнею УПА чисельністю понад 300 осіб, яка мала на озброєнні одну 76-ти мм гармату, 2 станкових і 4 ручних кулемети, основна частина особового складу мала на озброєнні гвинтівки російського зразка. За радянськими даними, це була сотня під командуванням Микити Скуби‑"Лайдаки", проте, ймовірно, це був інший повстанський підрозділ, оскільки даний бій не відображений у хроніці сотні "Лайдаки" [7][8]. У результаті бою повстанці змушені були відступити. Один потрапив у полон[9].
  - бойове зіткнення УПА-Захід з радянськими партизанами у селі Коропчик Золочівського району Львівської області (знищені й поранені кілька партизанів, захоплений в полон 1 партизан, здобутий 1 автомат і гранати, загинули кущпровідник, станичний і 1 бойовик)[10].
- 13 січня — біля сіл Балашівка і Моквин Березнівського району Рівненської області підрозділ УПА здійснив напад на частини 181-ї стрілецької дивізії. Внаслідок нападу з радянського боку загинуло 50 червоноармійців[11].
- 14 січня — невідомі кілери застрелили у Львові одного з лідерів мельниківської фракції ОУН полковника Романа Сушка. Підозрі впали на бандерівців. Вбивство засудив митрополит Андрей Шептицький[12].
- 14-15 січня — українські партизани вбивають 57 поляків в Марковій (Монастириський район)[13].
- 18 січня — відділ командира "Ворона" чисельністю близько 100 бійців, що розміщувався на хуторі Островок (північно-західніше м. Сарни Рівненської області), був атакований підрозділом 8-го гвардійського кавалерійського полку (за повстанськими даними, більше 500 осіб), що прагнув оточити повстанців. Повстанські вартові вчасно помітили наближення ворога і відкрили вогонь. Внаслідок двогодинного бою, за радянськими даними, було вбито 17 і поранено 21 бійця УПА, радянська сторона захопила 4 гвинтівки, 1 автомат, 1 пістолет, 3 брички, 10 коней, документи. У полон потрапило 8 повстанців. Свої втрати радянська сторона подала як 1 вбитий рядовий 8‑го кавполку. За повстанськими даними, радянські втрати склали 8-10 вбитих при власних втратах 2 вбитих[14][9].
- 19 січня — до міста Острог вступили радянські партизани силою до роти. Пробувши в місті менше доби, вони залишили місто. У той же день в Острог вступили підрозділи УПА, котрі утримували місто до підходу великих частин Червоної армії 29 січня 1944 р. Під час перебування в місті повстанці знищили будівлі колишні будівлі райкому партії, НКВС, НКДБ, клубу з метою унеможливити їх майбутнє використання радянськими органами[15].
- 20 січня — в селі Омельне відбувся бій між повстанцями і радянськими партизанським загоном Івана Шитова[16].
- 20-21 січня — у селі Злазне Костопільського району Рівненської області німецькі офіцери з бойової групи Прюцмана зустрілися з представниками одного з місцевих відділів УПА. За німецьким повідомленням результат цих переговорів був невтішний. Представники УПА відмовилися боротися спільно з німецьким вермахтом або скласти зброю. Відділ УПА погодився лише не атакувати німецькі частини і передати розвідувальні дані про рух радянських і польських партизанів[17].
- 21 січня;
  - публічна страта 20 полонених повстанців та симпатиків ОУН в місті Стрий за те що повстанці 14.01.1944 вбили Гладкого Володимира, начальника поліції в Дашаві[18].
  - згідно з повідомленням Абверу, загін УПА чисельністю 60-70 чоловік полонив патруль солдатів вермахту під командуванням капітана Герца біля села Колодне. Одного німця вбили, інших — скрутили та доставили на санях у штаб-квартиру загону УПА. Командир повстанців вільно володів німецькою мовою. Він розповів, що УПА хоче налагодити співпрацю із вермахтом. Ставлення до полонених було добрим. Командир загону УПА сказав капітану Герцу, що його буде вбито за найменшої підозри, що переговори з Українською повстанською армією викличуть незручності в майбутньому. Потім німців без зброї відпустили і вони йшли пішки до Кременця[19].
- 22 січня;
  - група упівців чисельністю 40 бійців мала бій із підрозділом 2‑го прикордонного полку НКВС біля села Дерть, що конвоював заарештованих. Повстанці, маючи 1 вбитого, відступили[20].
  - в селі Межиріч Острозького району Рівненської області відбувся перший бій підрозділу УПА і Червоної армії на території ВО "Богун". Частина Червоної армії, яка наступала на село, зіткнулася з відділом "Партизана". Після півгодинної перестрілки червоноармійці, втративши 3-х вбитих і 2-х поранених, змушені були відступити[21].
- 26 січня — загін УПА розбив 206-ий батальйон внутрішніх військ НКВД в селі Яполоть[22]. Вбито близько 100 енкаведистів, скільки ж поранено. В ході військової операції повстанцями було здобуто 4 кулемети, багато крісів та автоматів. З боку УПА було 6 убитих i 8 поранених[23][24].
- 27 січня;
  - в селі Нивиці у Львівській області відбувся 20-хвилинний бій між червоними партизанами загону особливого призначення НКВС «Победители» під командуванням Дмитра Медведєва та маленьким (17 осіб, командир Володимир Феденишин-"Кармелюк") відділом українських повстанців, 11 з яких загинули у цьому бою. Серед загиблих був Роман Сеньків — член ОУН, засуджений на Львівському процесі (1936) до 15 років ув'язнення за співучасть у замаху на радянського дипломата Андрія Майлова. Після бою повстанці, що вижили, відступили в ліс. "Медведівці" не переслідували їх, а провели пацифікацію села, вбивши 25 (чи 29[25]) селян і спалені 40 господарств.
  - загін Української допоміжної поліції спільно з бойовкою СБ-ОУН під керівництвом Дмитра Куп'яка (Клея) атакував лісництво в селі Грабова, де перебували члени Армії Крайової та самооборони. В результаті нападу було вбито 9 осіб, з них 6 офіцерів та унтерофіцерів, зокрема Казимир Камінський та Станіслав Собанський, а командир польської самооборони в «трикутнику» назвав ці втрати «непоправними»[26].
  - біля с. Гута-Степанська повстанський підрозділ напав на групу червоноармійців чисельністю 15 бійців. У результаті бою було вбито 13 червоноармійців[20].
- 29 січня;
  - бої загонів УПА і сільської самооборони проти наступу підрозділів 27-ї Волинської дивізії АК біля сіл Квітневе і Щурин. Українське село квітневе спалене поляками[27].
  - генерал Артур Гауффе, командувач 13-го армійського корпусу вермахту висловив думку, що в деяких випадках можна постачати тому чи іншому загону УПА незначну кількість боєприпасів: «Збройні сили УПА борються за вільну та незалежну Україну і фанатично вірять, що зможуть досягти цієї мети, їх ворогами є німці та росіяни. Вони погоджуються зараз йти з нами на переговори тому, що зараз вони вважають росіян більш небезпечними». Якщо ж неможливо укласти угоду про співпрацю чи нейтралітет, то «воювати проти УПА так само, як і проти всіх інших банд і знищувати їх»[28].
- 31 січня — в селі Гайча Корецького району повстанці вбили двох прикордонників[29].

## Лютий
- 2 лютого — більше 150 польських жителів міста Ланівці під охороною невеликого німецького конвою і польських поліцаїв вирушили на північ[ru] — в Вишнівець. По дорозі між селами Великі Кусківці і Снігурівка на колону накинувся загін УПА, розділивши конвой на дві частини. Німці і близько 20 польських поліцаїв, які перебували попереду — кинулися бігти, німецький офіцер, який командував конвоєм, не дозволив підлеглим залишитися і протистояти нападникам. Відрізані поляки позаду колони, серед яких було кілька поліцейських зі своїми сім'ями, були оточені і, після невеликого опору, вбиті за допомогою каменів і дубин. Всього загинуло 129 осіб[30].
- 2-3 лютого — вояки сотні «Сіроманці» разом із однією чотою сотні «Орли» атакували село Ганачів приблизно в 21 годину вечора. Село було опорним пунктом Армії Крайової, єврейських партизанів загону Абрама Баума-«Буня» та радянських партизанів. Українці захопили будинки на краю села, проте їм не вдалося дістатися твердо захищеного центру. Повстанці відступили близько опівночі. Втрати серед гарнізону села були значними — від 58 до 85 людей убито, близько 100 поранено. Втрати упівців оцінені приблизно у 30 убитих та поранених[31].
- 5 лютого;
  - в Мізочі упівці ліквідували двох червноармійців, "відрізавши їм носи та вуха"[32].
  - масова страта 20 членів і прибічників у ОУН в Долині. Причина: ліквідація повстанцями учителя-колаборанта в Ценяві[33].
- 6 лютого — у селі Башуки на Кременеччині, з угорського війська до лав УПА дезертирувало 60 гонведів закарпатського походження[34].
- 7 лютого — в селі Постійне загін повстанців чисельністю біля 200 чоловік напав на дві групи бійців Червоної Армії, які зупинилися на нічліг, і супроводжували самохідну гармату та машину з військовим вантажем. В результаті бою машину з вантажем було спалено, а мотор самохідної гармати підірвано гранатами[35].
- 8 лютого — в селі Русивель українські повстанці вбили радянського окупаційного голову сільради Андрія Паламарчука[35].
- 10 лютого — під час нападу боївки ОУН на лікарню в райцентрі Ходорів у Львівській області був викрадений поранений німцями повстанець Антона Хомусяк, знищений німецький лейтенант. У відповідь на напад у Стрию 18 лютого публічно стратили 20 заарештованих членів ОУН[36].
- 11 лютого — в селі Теребінець українські партизани атакують місцевий маєток і млин, який спалюють. У результаті нападу гине 17 поляків, серед яких власник маєтку та млина[37].
- 12 лютого;
  - поляки з базованого в Беліні угрупування АК «Основа» вбивають понад 80 українців в селі Ставок у Ковельському районі[38].
  - бійці УПА напали на млин у Модрині, де на ніч ховалися місцеві поляки. Повстанці ліквідували весь персонал млина, а потім підпалили його і кілька прилеглих будівель. Загинуло понад 30 поляків[39].
- 13 лютого — в с. Велика Любаша Костопільського району Рівненської області підрозділ УПА чисельністю 800 осіб напав на радянську групу з 550 бійців. Загинуло 5 червоноармійців, повстанцям удалося захопити 25 коней і 15 підвід[40].
- 14 лютого — підрозділ УПА (50 бійців) напав на райвідділ НКВС в селі Деражне, захопивши в полон начальника райвідділу НКВС Дряхова, секретаря РВ НКВС Задорожнього і дільничого Закатного[41].
- 15 лютого;
  - на околиці м. Шумська повстанцям чисельністю біля 200 чол. вдалося оточити роту 860‑го стрілецького полку 287‑ї дивізії. Обидві сторони в бою застосовували артилерію та міномети[42].
  - повстанці атакували Селище. Вбитий голова Клесівського виконкому Данько, голова сільради Ганзюк, співробітник РВ НКВС Валієв. Загинуло двоє упівців[32].
- 18 лютого —  стався напад повстанців на волинський райцентр Олика[43].
- 19 лютого —  в районі с. Рубче підрозділ УПА чисельністю 100 осіб напав на обоз Червоної армії. У результаті було спалено 6 автомашин і 1 самохідна гармата. Вислана в район нападу група бійців із 217‑го окремого стрілецького батальйону (ОСБ) 24‑ї бригади ВВ НКВС чисельністю 40 осіб і група Олександрійського районного відділу (РВ) НКВС чисельністю 13 осіб в той же день із засідки були атаковані повстанським підрозділом чисельністю більше 700 бійців. Бій тривав 6-7 годин, з боку повстанців застосовувалися 82-мм міномети, станкові кулемети. Під час бою старший лейтенант Тургенєв піддався паніці і не керував підлеглими[44]. За радянськими даними повстанські втрати склали 133, а втрати радянського підрозділу — 12 вбитих[45].
- 20 лютого — повстанці атакували пункти зв'язку 77‑го стрілецького корпусу в селах Збуж та Городець, захопивши обладнання та особовий склад цих пунктів. Висланий на їх розшуки відділ СМЕРШ з 15 автоматників на чолі із оперуповноваженим СМЕРШу лейтенантом Харіним так і не повернулися — група була знищена повстанцями[46].
- 21 лютого — у Чорткові оунівці застрелили комісара Кріпо. У відповідь окупаційною владою було розстріляно 27 людей — дев'ятнадцять українців та вісім росіян[47].
- 22 лютого — українські повстанці знищили польських поліцейських та чотирьох німців на хуторі Псари (біля села Подусільна)[48].
- 23 лютого;
  - підрозділ УПА, що прибув з Волині, знищив 131 поляка в Малій Березовиці біля Збаража[49].
  - біля села Гута-Пеняцька в Бродівському районі в зіткненні з партизанами АК гине двоє солдатів з розвідувального підрозділу 4 полку поліції СС, який складався з добровольців з першого кола мобілізації до дивізії «Галичина» і яких сприйняли за переодягнених упівців. На допомогу підрозділу СС приходить сотня УПА «Сіроманці», яка нападає на поляків збоку, даючи можливість солдатам СС відступити[50].
- 24 лютого;
  - у Клеванському районі повстанці вбили 11 червоноармійців, які проводили заготівлю продуктів[51].
  - близько 400 партизанів УПА (курінь Макара Мельника-«Кори») оточили будівлю місцевого райвідділу НКВС у Володимирці. Бій тривав 2,5 години, не зумівши взяти будівлю штурмом, упівці відступили. Совєти за власними данними, втратили чотирьох убитих і 7 поранених. Серед загиблих були, серед іншого, командир взводу винищувального батальйону Самицький[52].
  - начальник СД у дистрикті Галичина оберштурмбаннфюрер СС Йозеф Вітіска видав наказ № 395/44 про «нещадну боротьбу з усіма бандами», при цьому в цьому наказі він вказував на важливість співпраці з УПА в отриманні розвіданих та операціях у тилу. У разі атак УПА на німецькі силові структури чи польське цивільне населення «проти них потрібно також нещадно боротися, як і проти будь-якої іншої банди». Також Вітіска порадив УПА у зв'язку з «труднощами упізнання національної приналежності банд», просто уникати візуального контакту з німцями[53].
- 25 лютого — українські повстанці відбили в'язнів привезених, німцями із Жaб'е до Косова[54].
- 27 лютого — біля с. Великий Стидин підрозділ УПА чисельністю біля 150 бійців здійснив напад на радянську колону 1732‑го зенітно-артилерійського полку (вантажівка з важким кулеметом ДШК) та автомобілі із офіцерами штабу 47‑ї армії. У результаті бою був вбитий сержант Кирилов і 12 офіцерів[55].
- 28 лютого — у відповідь на смерті двох солдатів 4-го поліцейського полку СС біля Гути Пеняцької, на світанку вояки 2-го батальйону полку, а також, ймовірно, бійці УПА з сотні «Сіроманці» під командуванням Дмитра Карпенка-Яструба і вояки місцевих СКВ, після попереднього обстрілу з кулеметів і мінометів, займають село, не зустрічаючи опору самооборони. Вони шукали зброю та партизанів. Жителі села були зігнані в костел та знищені (за різними оцінками від 500 до 800 осіб). Вижило десь до 50 людей[56][57].
- 29 лютого;
  - біля села Милятин боївкою СБ Миколи Синогіна‑"Жмайла" був поранений командувач 1-го Українського фронту генерал Ватутін[58][59].
  - біля села Озютичі стався бій[en] між УПА та підрозділами 27-ї Волинської піхотної дивізії АК «Луна», «Трзаск», «Гжимс». Він закінчився поразкою поляків. Аківці спробували опанувати село, але їх наступ застопорився під кулеметним вогнем (зокрема, двох великокаліберних кулеметів, що стріляли з вежі латинського храму та млина) та мінометів. Поляків до того ж обстріляли три німецькі літаки, які прилетіли, мабуть, щоб розвідати ситуацію, і включилися в бій — загинуло 20 бійців, а ще 20 поранено. Після бою за Озютичі АКівці відступили до Домінополя[60].

## Березень
- 4 березня;
  - в селі Карпилівка Рокитнянського району група повстанців чисельністю 120-150 бійців взяла у облогу роту зв'язку 1-го окремого ремонтно-відновлювального лінійного батальйону зв'язку яка зупинилися на нічліг в місцевій школі. Однак згодом повстанці відступили, втративши 16 бійців вбитими та пораненими[61].
  - під час рейду сотень «Сокола» з куреня «Саблюка» (Остап Качан) з Тернопільської в Хмельницькьку область угорські частини, які контролювали ці території, не проявили ворожого ставлення до УПА[62].
- 6 березня;
  - поляки з 27-ї Волинської дивізії АК оточують село Штунь і забирають з нього близько 60 чоловіків до сусіднього Замлиння. Там їх вбивають[63].
  - переговори представника проводу ОУН-Б «Герасимовського» (Іван Гриньох) з начальником СД Галичини — Йозефом Вітіскою у Львові. Тема переговорів: припинення арештів українців за нелегальну політичну діяльність, звільнення всіх політв'язнів у тому числі — і Степана Бандери, конспіративне постачання зброї та амуніції в обмін на солідарність ОУН до німецьких інтересів і передачу німцям даних про радянське і польське підпілля, про тили Червоної Армії, заподіяння шкоди за лінією фронту[64].
- 7 березня — УПА атакувала Рівненський військкомат. Будівля частково спалена. Вбито двох лейтенантів Радянської армії[65].
- 8 березня — у селі Болохів на Станіславщині повстанці знищили чотирьох працівників «Кріпо»[66].
- 9 березня;
  - радянський агент "Петро" доніс, що в районі сіл Михалківці та Бухарів концентруються сільські самооборонні боївки. На ліквідацію вказаних боївок був відправлений 1-й батальйон 16-го прикордонного полку НКВС. На окраїні лісу він був обстріляний повстанцями в шинелях червоноармійського покрою. У результаті бою, за радянськими даними було вбито 23 повстанці, хоча захоплено лише 4 гвинтівки, 2 револьвери, 180 патронів і 55 мінометних мін[67].
  - в селі Боратин, якщо вірити офіційній версії, яка розповсюджувалася в радянський період, під час зустрічі з бійцями УПА підірвав себе гранатою відомий радянський диверсант Микола Кузнєцов (він же Пауль Зіберт). З наближенням до Львова радянських військ Кузнєцов та його товариші Ян Камінський та Іван Бєлов планували перетнути фронт з добратися до своїх. У Боратині Кузнєцов, будучи у формі німецького офіцера, разом із Камінським та Бєловим зайшли до будинку місцевого жителя Степана Голубовича. Раптом у будинок увірвалася група бійців УПА, попередньо тихо «поклавши» ножем Бєлова, який стояв на варті. Упівці відібрали зброю у Камінського та Кузнєцова, але в останнього в рукаві була захована граната. Якийсь час під охороною вони чекали на свого командира. Він і впізнав у «німці» радянського розвідника. Десь у цей момент Кузнєцов підірвав гранату в кімнаті, повній бійців УПА. Камінський за секунду до вибуху вистрибнув у вікно і ледь не втік, але його наздогнали та застрелили[68].
- 11 березня — у бою з підрозділом НКВС біля села Літвиця загинув Микита Скуба-«Лайдака» — сотник, командир загону УПА ім. Колодзінського ВО «Заграва», разом з ним пало ще 2 повстанців. Втрати ворога в тому бою оцінються повстанцями в 40 осіб вбитими[69][70].
- 12 березня;
  - в містечку Підкамінь у Бродівському районі в місцевому монастирі від рук партизанів УПА гине не менше, ніж 100 поляків[71].
  - відбулося групове вбивство 365 жителів села Паликорови, польської національності. За даними польських джерел, до розстрілу причетний курінь УПА «Макса» (Максим Скорупський). Розстрільна акція проводилась спільно з підрозділами 4-го полку дивізії СС "Галичина"[72][73][74][75][76][77].
  - у селі Ласківці на Тернопільщині повстанці роззброїли підвідділ угорців. Двох військових знищено, 15 захоплено в полон (пізніше відпущені)[78].
- 14-15 березня — німецька каральна експедиція спалила три села на Станіславщині: Бовшів, Більшівці, Слобідку Більшівцівську. Останній населенний пункт обороняло 10 бійців СКВ. Hiмцi oбстpiляли oбopoнцiв з танків i тi відступили. Втікаючи, вони зруйнували мости на Золотій Липі[79].
- 16 березня — в лісі біля села Деражне упівці атакували колону з 97 мобілізованих новобранців у супроводі 20 працівників військомату. 7 воєнкомів було вбито, 2 поранено. Мобілізовані розбіглись. Упівців було близько 100 чоловік[80].
- 18 березня — відділи АК Міхала Фіялки «Сокола» і Казімєжа Філіповича «Корда» вбивають 83 українців у селі Запілля в Любомльському районі[81][82].
- 20 березня — у Турійському районі боївка СБ-ОУН атакувала групу угорських солдатів, які прямували до Домінополя біля мосту через річку Турія. П'ятеро з них загинули, вісім потрапили в полон[83].
- 21 березня — відділ Армії Крайової на чолі з Юзефом Шмєхом («Чьонґом») вчинив розправу над українцями на Люблінщині, вбивши щонайменше 209 людей з Берестя та 38 осіб з інших сіл, серед них багато дітей та жінок[84].
- 22 березня — неподалік с. Гарбузів Зборівського району Тернопільської області, відбувся бій повстанців з радянськими партизанами. Під час бою були схоплені стрільці УПА — 20-річний Теодор Керич та 22-річний Петро Мельник. Юнаків закатували до смерті, їх тіла сильно понівечили, викололи очі, розтрощили голови, а на плечах і грудях вирізали тризуб і хрести. Такими методами радянська влада намагалася залякати місцеве населення, щоб не приєднувалися та не допомагали партизанам[85].
- 23 березня;
  - бійці УПА вбили близько 200 фольсксдойче та поляків у німецькій сільськогосподарській колонії Брукенталь у Сокальському районі. Усі господарства були розорені та спалені[86].
  - вояки УПА в с. Болохові Калуського району роззброїли фольксдойчерів, які їхали на 40 підводах, забрали у них зброю, уніформу і харчі[87].
- 24 березня — в с. Підбережжя (Долинський район) поліцаї-татари заарештували місцевого жителя, але його земляки, озброєні сoкиpaми звiльнили йoгo[88].
- 24-25 березня — сили УПА розпочали масований наступ на польську базу самооборони у Мазярні Вавриковій. Перед атакою село було обстріляне запальними боєприпасами, що призвело до пожежі в солом'яних будинках, що унеможливило будь-яку організовану оборону. Поляки відступили на останню лінію оборони — до церкви та кам'яних будівель навколо неї. Незважаючи на початковий успіх УПА, спроби штурму церкви обернулися для українців невдачею, штурм Мазярні Ваврикової зупинили близько 4-ї години ранку. Село майже повністю знищили, що змусило самооборону евакуювати поранених та мирних жителів у навколишні села. Тієї ночі в Мазярні Вавриковій загинуло 28 поляків, у тому числі 21 боєць самооборони, у тому числі: командир взводу Армії Крайової Ян Левицький. З українського боку загинуло близько 12 упівців[89].
- 25–27 березня — боївка ОУН «Залізняка» у складі 13-ти осіб успішно роззброїла окремими групами угорське військо на Коломийщині: 24 гонведів у с. Фатівці (Фатовець), 30 — у с. Жукотин та 12 — у с. Михалків[90].
- 26 березня;
  - в селі Лапшин боївка СБ-ОУН вбила чотирьох німців, які приїхали грабувати селян[79].
  - охоронна сотня старшинської школи УПА «Олені» в Карпатах під командуванням «Коника» (Михайла Гальо) роззброїла між селами Старий і Новий Мізунь Долинського району роту зі 180 угорців, що висувалися з Угорщини на німецько-радянський фронт[91]. У відповідь угорці 4 квітня вбили понад 70 цивільних українців у цих селах[92].
- 27 березня;
  - німецькі поліцейські та армійські підрозділи разом з українськими формуваннями (Український легіон самооборони, 5-й Галицький полк поліції СС) після переможного бою з партизанами Батальйонів Хлопських пацифікують село Смолигів (Грубешівський повіт, Люблінське воєводство). В результаті було вбито понад 140 польських і майже 60 українських мешканців[93].
  - в селі Малий Кунинець загін повстанців чисельністю в 215 осіб виставив блокпост на шосе. Висланий туди загін курсантів під командуванням молодшого лейтенанта Ісаєва відігнав повстанців. В ході бою загинуло 8 упівців, 28 потрапили в полон, пізнише були страчені[94].
  - в районі сел Яполоть і Тростянець Рівненської області 202-й окремий стрілецький батальйони 16-ї бригади внутрішніх військ НКВС під командуванням капітана Котлярова атакував оточив і зав'язав бій із загоном упівців чисельністю до 500—600 осіб під командуванням Анатолія Моня (Гамалії). Внаслідок 6-годинного бою, радянська сторона прозвітувала про повний розгром повстанців — загинуло 436 упівців, 1 захоплений в полон. Радянські втрати: вбито 22, поранено 10[95]. Повстанський звіт містить абсолютно протилежні дані, згідно з якими ніякого повного розгрому підрозділу УПА, про що звітували чекісти, не було. Зокрема, повстанці захопили в бою 1 міномет, 2 кулемети ДП-27, 6 "фінок" (автомат ППШ чи ППД), 6 пістолетів і 11 гвинтівок. Під час бою згоріло 8 будинків, причому в одному з будинків згорів разом з обслугою радянський кулемет "Максим". Радянські втрати повстанці оцінювали на рівні 50 вбитих солдатів при власних втратах 6 загиблих повстанців та 18 поранених[96].
- 28 березня — боївка ОУН «Бурлая», що нараховувала 80 осіб, роззброїла роту угорських солдат у селі Хлібичин Снятинського району[97].
- 29 березня — відбувся перехід в підпілля станиці української поліції з Лютовиськ. Поліціянти на чолі з повітовим інспектором Осипом Урбаном інсценізували напад на себе нібито польського підпілля і перейшли в УПА[98].
- 31 березня;
  - двоє повстанців загинули в селі Ямниця на Станіславщині при спробі заволодіти зброєю, залишеною німцями на грузовій машині[99].
  - напад 1-го куреня ВО-2 «Буг» УПА-Захід (командир Тарас Онишкевич-Галайда, сотні Пелипа-Ема, Козюринського-Корсака, Капало-Бродяги, всього 500 бійців) на укріплений пункт Армії Крайової (АК) в селі Острів. Бій тривав з ранку до полудня. Повстанці відступили через смертельне поранення командира «Галайди». До того ж із Кристинополя залізницею під'їхав німецький підрозділ. Поляки, сприйнявши його за повстанське підкріплення, відкрили вогонь, після чого німці розбили їх мінометним вогнем. Стріляли німці також по відступаючих повстанцях. У бою загинули 16 бійців УПА та за їхніми оцінками близько 500 польських партизанів[100]. Поляки вважають що їх втрати — 25 загиблих у бою та 45 згорілих у пожежах[101].
- ?? березня — наприкінці місяця на шляху Станиславів–Калуш у засідку куреня УПА «Скажені» під командуванням Василя Андрусяка («Різун») потрапили три вантажівки, наповнені німецьким та угорським військом. Внаслідок короткотривалого бою німці загинули, а угорці здались у полон[102].

## Квітень
- 2-3 квітня — згідно донесенню Сергія Савченко Всеволоду Меркулову, чекісти під час антипартизанської операції проти сотні "Лайдаки" в селі Заморочення, вбили 93 повстанця, серед яких 7 виявилися німецькими солдатами[103].
- 5 квітня;
  - в селі Любче Томашівського повіту партизани УПА з відділів «Галайди» і «Тигра» вбивають 106 поляків[104].
  - в лісі між Боднаровим і Мостищем на Калущині українські повстанці роззброїли угорське військо, яке їхало на 4 машинах[105].
- 7 квітня;
  - згідно донесенню Сергія Савченко Всеволодо Меркулову, чекісти під час антипартизанської операції в селі  Майдан вбили 69 повстанців, серед яких було троє в німецькій уніформі[103].
  - курінь УПА Василя Андрусяка-«Різуна» на Станіславщині біля Чорного лісу ліквідував групу радянських парашутистів, 6 парашутистів було вбито, одну парашутистку захоплено живою[106].
- 9 квітня;
  - біля селища Вишнівець група упівців сисельність до 150 осіб атакувала ремонтну групу 59-го окремого танкового полку, які ремонтували танк Т-34. Бригадир ремонтної бази сержант Смольников був вбитий, а решта була роззброєна[107].
  - біля села Обгів частини 207-го ОСБ та 210-го ОСБ 17‑ї бригади ВВ НКВС, невдало намагалися оточити і розбити курінь УПА "Довбенка". Як випливає з описів, курінь "Довбенка" застосував хитрість, а саме перед вступом радянських частин у село повстанці відійшли із села до найближчого лісу та обхідним маневром здійснили оточення села. Після цього впущені в села частини ВВ НКВС, що опинилися в оточенні раптово були атаковані повстанцями, розчленовані на кілька дрібних груп і знищені. Зокрема, 20 бійців ВВ НКВС оборонялися в будівлі сільської кузні та були знищені там з допомогою мінометного вогню. Усього ж втрати частин 17‑ї бригади ВВ НКВС в бою з повстанцями в селі Обгів склали 33 вбитих і 29 поранених[108]. Втрати повстанців, за різними даними, — від 3 до 6 вбитих[109].
- 10 квітня;
  - поблизу Шумська повстанський загін чисельність в 80 осіб оточил віддів червоноармійців з 322-го винищувально-протитанкового артилерійського полку і змусив їх скласти зброю. Їх машина, однак, не була конфіскована, а роззброєні солдати відпущені на волю[94].
  - внутрішні війська НКВС почали наступ на курінь УПА Ярослава Ждана-«Острого» між селами Берестовець і Жильжа Костопільського району Рівненської області. За свідченнями бійця куреня, у зіткненні взяло участь понад 2000 солдатів НКВС. В ході бою було вбито та поранено понад 200 повстанців — загинули сам Ждан, провідник СБ Василь Макар («Безрідний»), сотники Роман Кернтопф («Вихор»), «Вітер», «Звір», поранений — командир ВО «Заграва» Степан Янішевський («Далекий», «Юрій»). Втрати ворога також оцінюються в понад 200 вбитих[110][111][112].
  - боївка СБ ОУН спалила польське село Зади (Дрогобицька область). Вбито 35 поляків[113].
- 11 квітня — у селі Лісна Слобідка повстанці влаштували засідку на червоноармійців 869-го стрілецького полку, які навідались сюди за продуктами[107].
- 11–15 квітня — на Калущині повстанськими силами було розгромлене угорське військо, яке палило села Копанки і Томашівці, а оточений підрозділ угорців було взято у полон[114].
- 17 квітня — в селі Станіслівка (Жовківський район, Львівська область) загін УПА «Громового» і збройне угрупування «Довбуша» нищать польський осередок, вбиваючи, за рапортом, 80 чоловіків-поляків[115].
- 19 квітня;
  - повстанці вчинили раптовий напад на штаби радянських партизанських загонів імені К.Є. Ворошилова та імені М.С. Хрущова[116].
  - напад сотні «Месники» (командир Іван Шпонтак-Залізняк) на укріплений пункт АК у селі Рудка Переворського повіту (знищені 58 поляків). Мотивом для атаки послужив «польський донос», на підставі якого 11 лютого 1944 року німцями було заарештовано та розстріляно 3 члени ОУН[117].
  - німці у Львові провели нараду троьох відділів контррозвідки групи армій "Південь": Абверкоманди 101, 202, 305. Керівники перших двох визнали важливість військового співробітництва з УПА: отримання розвідувальних даних, операції в тилу радянської армії. Лише начальник 305-го відділу, визнавши армументи своїх колег сказав, що в цілому, з погляду німецьких інтересів УПА веде себе як дестабілізуюча сила: дивізія СС-Галичина, так само як і українська допоміжна поліція деморалізовані і, здебільшого перебувають на межі розкладання, а їх члени масово переходять до лав повстанців. Антипольські акції УПА також дестабілізують тил фронту. Звідси його висновок, що оскільки занищити УПА не вдається, треба стримувати її дії проти німців, вести з нею переговори, але не давати УПА ніяких серйозних обіцянок, зокрема щодо оснащення зброєю[118].
- 20 квітня — внаслідок нападу добре озброєного загону УПА на угорський підрозділ у с. Сівка-Калуська гонведи відступили до Калуша, де, роздавши зброю місцевим полякам, спільно відбили повстанський напад і провели пацифікацію села[119].
- 22 квітня — в трикутнику Шепетівка-Рівне-Збараж війська НКВС (5 бригад, бл. 30000 чол.) оточили основні сили групи УПА-Південь (8 куренів, бл. 5000 чол.)[120].
- 23 квітня — загін радянських партизанів з'єднання Михайла Шукаєва захопив базу УПА куреня «Різуна» (Василя Андрусяка) в Чорному лісі у Станіславській області, запасні та навчальні частини УПА відступили в село Грабівка[121].
- 25 квітня;
  - біля села Городець (Рівненська область) курень УПА «Кори» (Макара Мельника) прийняв бій з військами НКВС, було вбито більше 100 військовослужбовців, у тому числі одного капітана держбезпеки. З боку УПА втрат складали 4 вбитих і 12 поранених[122].
  - напад сотні ВО-2 УПА-Захід «Месники» (командир Іван Шпонтак-Залізняк) на польське село Вулька-Кровіцька Любачівського повіту Люблінського воєводства Польщі (знищене без власних втрат)[123].
- 26 квітня — десятигодинний бій куреня «Дубового» із військами НКВС СРСР біля села Лінчин. Більшовики втрати понад 300 осіб сбитими, з боку УПА — 7 вбитих і 14 поранених. Затрофеєно багато зброї[124].
- 27 квітня — наступ радянських партизанів Михайла Шукаєва на село Грабівка Калуського району Станіславської області (відбитий УПА, знищені 4 партизани), підтягнуті з довкілля загони УПА зайняли позиції по периметру Чорного лісу в селах Мислів, Рип'янка, Яворівка, Завій, Грабівка[121].
- 28 квітня — в селі Вербів на Тернопільщині в ході сутички взводу УПА з відділом німців з організації „Тодт“ загинули 5 німців, 2 поранені, 3 потрапило в полон. У той же день прибуло ще 15 німців, їх роззброїли і відпустили[125].
- 29 квітня;
  - повторний наступ радянських партизанів на село Грабівка Калуського району Станіславської області (відбитий УПА, знищені 15 партизанів, спалені 17 хат, загинув чотовий ?-Мороз, розстріляні 23 місцевих мешканці, серед них польовий капелан загонів УПА в Чорному лісі отець Микитюк), партизани відкинуті вглиб лісу, бої з ними тривали до середини червня[121].
  - у Львові відбулося об'єднання 3-х основних політичних центрів УНР — Львівської та Київської УНРад і Центральної народної ради Карпатської України. Була утворена єдина Всеукраїнська національна рада (ВУНРада)[126].
  - в Межеріцькому районі повстанці атакували групу из 54 червоноармійців, яка проводила заготівлю сільськогосподарчих продуктів. Сюди ж згодом підійшли частини 16-ї бригади внутрішніх військ НКВС. Внаслідок 5-годинного бою, радянська сторона прозвітувала про повний розгром повстанців — 250 вбито і 200 захоплено в полон, Радянські втрати: вбито 4 і 7 поранено[127].
  - в селі Залізниця бійці УПА з куреня «Докса» влаштували засідку на групу червоноармійців із 70-ї армії. Внаслідок бою було вбито 18 радянських солдатів. Сюди ж пізніше підійшли частини 19‑ї бригади ВВ НКВС під командуванням полковника Тимофєєва. Внаслідок запеклих боїв повстанці відступили до лісу біля села Велика Клецька Межиріцького району. При цьому кожна зі сторін оцінювала свій бій як переможний: за повстанськими даними, з радянського боку загинуло 40 офіцерів і 200 бійців при власних втратах 40 загиблих[128]. Радянська ж сторона прозвітувала про 225 вбитих "бандитів" при втратах ВВ НКВС 23 вбитих, 30 поранених і 2 зниклих безвісти[129].
- ?? квітня;
  - угорське військо пограбувало село Пилипи на Коломийщині, забравши з собою у полон 150 селян. Однак у горах поблизу присілку Рунок конвойованих відбив відділ УПА, знищивши 15 угорських конвоїрів[130].
  - сотня Л. Гринішака-«Довбуша» разом із боївкою ОУН напала на німецьких солдатів та жандармерію біля с. Бистриця і розбила німецький загін. Серед вбитих німців був начальник німецької жандармерії з Надвірної Метцлер. Полонених німецьких солдатів роззброїли та відпустили[131].

## Травень
- 4 травня — сотня УПА «Залізняка» атакувала укріплений пункт Армії Крайової в Чесанові, вбивши близько 20 поляків і спалила близько 120 будинків. Залишки населення евакуювала АК[123].
- 5 травня — УПA вела бій з німцями в селі Зaвaдкa (Калуський район). Hiмцi втpaтили 3-х забитих кoзaкiв. У пoвстaнцiв зaгинyлo 7 пapтизaн, а також 7 цивільних мешканців села[132].
- 6 травня;
  - угорське військо у кількості 180 осіб вчинило наїзд на суміжні села Грабівка (Калущина) та Саджава (Богородчанщина), внаслідок якого пограбовано населення, спалено 166 господарств і розстріляно 34 особи. Під час акції на захист населення виступив самооборонний кущовий відділ (СКВ), який, нав'язавши бій і знищивши 30 осіб, змусив угорців відступити до Богородчан[133].
  - в лісах в районі с. Михалин Березнівського району Рівненської області повстанське з'єднання "Донбас" прийняло бій із радянськими частинами, що рухалися по їх слідах. Із півдня наступали 157‑й прикордонний полк НКВС та 232-й ОСБ 19‑ї бригади ВВ, а з півночі — 88‑й прикордонний полк НКВС, які прагнули взяти з'єднання "Донбас" в кліщі та знищити. Однак цей задум не вдався, оскільки повстанцям на південному відтинку в запеклих контратаках вдалося потіснити радянські підрозділи, а північніше 88-й прикордонний полк НКВС також не зміг зламати оборону повстанців і сам втратив 34 вбитих. і боячись оточення, почав відступ[134]. Таким чином, радянський план провалився. Усього ж, за даними повстанців, загальні радянські втрати становили бл. 130 вбитих, а УПА — 35 загиблих бійців[135].
- 8-9 травня — пізно ввечері українські повстанці напали на село Держів у Стрийському районі. Загинуло 60 поляків, пізніше ще 16 поляків з Держіва повстанці убили в прилеглому лісі, де ті намагалися влаштувати засідку. Угорські солдати, що перебували неподалік села, в події не втручалися, а пізніше радили поляками їхати геть з українських земель[136].
- 10 травня — поблизу села Рихтичі повстанці атували та пограбували тягач поста жандармерії з Бучача. З полоненим водієм провели переговори, і навіть пропонували вступити до лав УПА[137].
- 12 травня;
  - повстанці під видом бійців радянської армії вбили голову сільради села Угриньківці[138].
  - біля Солотвини на Богородчанщині стежа УПА потрапила в угорську засідку, з якої зуміла вийти з двома пораненими стрільцями[139].
- 15 травня — на шляху Славута–Шепетівка бійці 25-ї гвардійської окремої Червонопрапорної артилерійської бригади під час прочісування лісу оточили курінь «Міші» (Михайло Кондрас), загинуло 25 (або 22[140]) повстанців, 3 захопили в полон[141].
- 18 травня — поблизу села Вахнівці повстанці внищили 5 червоноармійців з 9-ї пластунської дивізії, які проводили заготівлю продуктів, ще трьох захопили в полон[142].
- 21 травня — в селі Коршилівка упівці вбили чотирьох військовослужбовців 1519-го гаубичного артполку, які займалися заготівлею продуктів[61].
- 22 травня — бій біля села Шили між повстанцями і 59-им автополком РСЧА[143].
- 24 травня;
  - німецький обоз, який прямував з Свіржа в Романів, був обстріляний в лісі. Два німця були вбиті. На наступний день ліс був оточений, упівці (імовірно, загін близько 40 чоловік) були ліквідовані, а села Романів, Станимир і Селиська були спалені, в кожній з них було вбито по кілька осіб, а 250 чоловік вивезено до Львова[144].
  - в лісі біля сіл Залуже і Нове Село Равського повіту сотня УПА «Залізняка» провела бій з узбецькими колаборантами, яким на допомогу прийшли 2 танки і 5 вантажівок з відділом Шуцполіції. За даними українських джерел, у цій сутичці загинув один партизан, двоє були поранені, а німці та узбеки втратили загалом двох вбитими і 20 пораненими[145].
- 25 травня;
  - німці пpoвoлили oблaвy y лiсi мiж селaми Садів, Кoшiв, Линів, Гранатів, i в iнших селaх Локачинського i Лyцького районів. Hiмцями бyлo oтoченo декілька вiддiлiв УПА i, в тoмy числi, відділ "Мороза". Німці використали авіацію. Чoтиpи днi пoвстaнцi вихoдили з боями iз oтoчення. Зaгинулo 7 упівців[146].
  - польські підпільники Армії Крайової на залізничній станції в селі Рихтичі здійснили напад на склад зброї та військового спорядження. Учасники акції між собою розмовляли виключно українською мовою. Крім того, в убитого під час операції командира Яцека Пжетоцького (Осет), емісара Уряду Польщі в еміграції, німці знайшли фальшиві документи, виписані на українця. Тому й не дивно, що кара впала на представників української громади міста. 2 червня в Дрогобичі було повішено 10 заручників-українців. До речі оунівці, вважаючи, що операцію в Рихтичах здійснювали саме УПА, викрали тіло Пжетоцького і з шаною поховали його як українського повстанця[147][148][149].
- 25-26 травня  — УПА атакувала місто Лопатин у Радехівському районі. Вбито 11 поляків, кілька поранено[150].
- 28-29 травня — антипартизанська операція німецького шуцманшафту проти сотні УПА «Месники» на хуторі Карпи села Смолин. У бою упівці зазнали великих втрат. 25 партизанів було вбито, 15 було взято в полон[145].  Українські джерела вказують, що німці також зазнали великих втрат — 20 вбитих і три-чотири поранених. Село, де відбувався бій, було спалене[151].
- 31 травня;
  - упівці збили радянський літак-розвідник У-2 в районі міста Славута. Пілот вбитий[152].
  - початок німецької антипартизанської операції в Чорному лісі на Станіславщині. За даними повстанців, до операції були залучені німецькі солдати із 7-ї танкової дивізії, в той час її командиром був оберст Герхард Шмідхубер[153]. Німецькі сили сконцентрувались на півночі лісу, а сили УПА перемістились на південну ділянку, тож червоні партизани опинилися між німецькими військами і силами УПА. 6 червня 1944 р. німецька операція завершилася, німці повернулися до м. Станіслава[154].
  - згідно з донесенням командування 4-ї танкової армії вермахту, підтримує «перемир'я» з німецьким вермахтом, тільки тому, що бачить у Радах найбільш небезпечного противника на даний момент. Однак існує достатньо документів, що свідчать про принципово антинімецькі настрої УПА. Напади на німецьких солдатів також не припинялися. Полонені солдати вермахту відпускаються УПА на волю, але при цьому у них відбирається зброя та форма.[155].
- ?? травня;
  - за даними польського підпілля, наприкінці місяця відбувалися запеклі бої між частинами 7-го угорського корпусу і загонами УПА на Долинщині і Болехівщині з використанням гонведами польової артилерії. Через деякий час конфлікт між УПА та угорськими військами поширився також на Турківщину[156].
  - повстанська сотня під командуванням Луки Гринішака («Довбуш») здійснила напад на німецько-угорський гарнізон в Долинщині, який з допомогою місцевих поляків систематично здійснював каральні та мародерські акції в українських селах. Під час бою було вбито 8 гонведів і 3 німців, а рота угорців (134 особи) у повному виряді здалась у полон. Втрати УПА становили: один вбитий і чотири поранені. Всіх полонених гонведів повстанці відпустили на волю[157].

## Червень
- 1 червня — спроба радянських партизанів Михайла Шукаєва прорватися з Чорного лісу на Станіславщині через оборону УПА-Захід між селами Грабівка-Гринівка Станіславської області (загони розгромлені, розпорошені, відкинуті в район дії німців, захоплений партизанський обоз і боєприпаси)[158].
- 4 червня — боївка ОУН ліквідувала 8 поляків в селі Комарники, як писав оунівський командир, «решта повтікали в поля, бо не було змоги з такою кількістю людей обсадити відповідно ціле село»[159].
- 7 червня — черговий етап переговорів між представником проводу ОУН-Б Іваном Гриньохом-«Герасимовським» з німцями у Львові. На них обговорювалася підготовка радистів-агентів і диверсантів з рядів УПА. Гостро поставив Гриньох і питання зброї для загонів УПА. Йшлося про складування зброї в окремих місцях і отримання її під час німецького відступу[160].
- 10—11 червня — напад АК (500 бойовиків) на село Шоломинь Пустомитівського району Львівської області. Село підпалили з двох боків, після появи рою УПА-Захід нападники відступили, спалені 54 хати, вбиті четверо селян, знищено 3 аківці[161].
- ?? червня —  у середині місяця у села Завій Калуського району розвідувальна група сотні «Нечоси» на чолі з І. Якимчуком («Сковородою») роззброїла групу угорських вояків (14 осіб), серед яких були й офіцери. З полоненими провели переговори, за результатами яких гонведи погодилися не виступати проти повстанців, їм було повернуто зброю та домовлено про передачу під час наступної зустрічі додаткових запасів зброї та амуніції для УПА. Наступного дня на умовленому місці після обміну попередньо узгодженими розпізнавальними знаками угорці передали 35 нових гвинтівок, два ящики патронів, один ящик пістолетів і два ящики гранат. Як свідчив І. Якимчук, надалі відносини сотні «Нечоси» з угорським військом склались на загал добре, великих боїв між ними не відбувалось, у той час, коли відділ вів довготривалі і виснажливі бої з німецькими військами[162].
- 16 червня;
  - дві жінки-повстанки вбили німецького офіцера поблизу Станіслава[54].
  - на залізничному відрізку Белжець–Рава-Руська, недалеко від села Затилля група збройних осіб, одягнена у форму залізничників і Вермахту затримує пасажирський потяг[ru]. На підставі документів нападники відбирають пасажирів. Поляків виводять з потягу і вбивають. Відпущено лише українців та німецького офіцера, який сидів серед них. За версією польського історика Гжегожа Мотики, нападниками на потяг була сотня УПА «Сіроманці»[163]. Інші стверджують, що то була боївка СБ-ОУН на чолі з Іваном Погорівським ("Борисом")[164][165]. Український історик Володимир Мороз ставить під сумнів версію про причетність УПА до нападу. Він припускає, що потяг міг зупинити загін червоних партизанів на чолі з Григорієм Ковальовим, який, за його твердженням, на відміну від українських повстанців, знаходився в цей час поблизу[166].
- 20 червня — відділ УПА-Захід біля села Хмелів на Львівщині атакував радянсько-польські партизанські загони. Захоплено в полон трьох партизан, здобуто кулемет, гвинтівки і 6 коней[167].
- 23 червня — упівці атакували розвідувальну групу 7-го артилерійського полку 1-го Війська Польського, що йшла з Цумані на місце постою в Клевань. У засідці загинули чотири польські солдати — командир 7-го полку підполковник Казимир Кульчицький, підполковник Владислав Добжанський, заступник начальника відділу інформації, лейтенант Юзеф Лозовський і його водій. Один солдат був поранений[168].
- 26 червня — згідно з повідомленням зі штабу групи армій «Північна Україна» гітлерівці під час антипартизанської операції біля міста Миколаєва на Львівщині вбили 29 членів УПА та взяли в полон 250 повстанців[169].
- 27 червня — в селі Кліщівна, Рогатинський район, невеликий загін німців атакував табір сотні "Орли". Атаку було відбито[170].
- ?? червня
  - наприкінці місяця у Долинському районі відбувся бій між відділом охорони старшинської школи УПА «Олені» та угорською ротою, що була залучена до будівництва лінії укріплення у передгір’ї Карпат, внаслідок чого загинуло 27 угорців, а решта гонведів були змушені відступити зі своїх позицій[171].
  - особовий склад офіцерської школи УПА «Грегіт» на чолі з Ф. Стефановичем («Кропивою») завдав поразки угорському війську у бою в присілку Завоєли поблизу Космача. Гарматні обстріли гонведами повстанських становищ в урочищі наступного дня не принесли результатів[172].

## Липень
- ?? липня — на дорозі Косів–Жаб’є бойові офіцерської школи УПА «Грегіт» на чолі з поручником А. Максименком («Степовим») здійснили засідку на угорську роту (200 осіб), що відступала під натиском ЧА, у результаті чого цілий підрозділ здався у полон, і після роззброєння його вояки були відпущені на волю[173].
- 3 липня — українські повстанці атакували село Залав'я (Рокитнівський район), де розгромили будівлю сільради, ліквідували двох комуністичних агітаторів та ще двох захопили в полон[174].
- 6—16 липня — серія локальних боїв між УПА та об'єднаними німецько-угорськими військами, що проходили власне на горі Лопата, поблизу міста Сколе (Львівська область України) і в Чорному Лісі; наймасштабніший бій УПА з німецькими окупантами в Галичині. Командував боями Василь Андрусяк (псевдонім «Різун»), командир куреня «Скажені»[175].
- 10 липня — наказ командира УПА-Захід Василя Сидора-«Шелеста»: «Постійно бити по поляках аж до знищення останнього на тих землях»[176].
- 11 липня — у Богородчанах, де в той час розміщувався штаб 1-ої угорської армії, відбулись переговори про військову співрацю між зв’язковими старшинами Андрієм Дольницьким («Немо») та Василем Чижевським («Демид»), з одного боку, і начальником відділу 1-Б 1-ої угорської армії підполковником К. Молнаром та його заступником капітаном І. Бурічем, з іншого. Угорські представники поставили вимогу, щоб повстанські відділи в обмін на зброю та боєприпаси не здійснювали нападів на угорські війська, оскільки, за їхніми даними, близько 50 % збройних зіткнень угорських частин у тилу відносилось саме на рахунок підрозділів УПА. Повстанці натомість мали охороняти мости та залізничні лінії від диверсій радянських і польських партизанів, передавати розвідувальні дані про чисельність та озброєння останніх та про передислокацію частин ЧА, допомагати провідниками у Карпатах угорським військам, що відступали[177].
- 15 липня — поблизу села Сприня (Карпати, Східна Галичина) добігає до завершення чотириденний І Великий Збір Української головної визвольної ради[178].
- 16 липня — відділ УПА ліквідував осередок польского підпілля АК в селі Пановичі[179].
- 18 липня — у районі сіл Набріж та Ликошин (Томашівський повіт, Люблінське воєводство) сотні УПА «Вовки», «Ведмеді» та «Тигри» робили перехід лінії фронту, втративши в боях з німцями, загалом понад 50 осіб убитими[180].
- 24 липня;
  - сотня УПА Михайла Дуди-"Громенка" здійснила наскок на м. Бірча, де забрала продукти із складів «Маслосоюзу» та ліки з аптеки. Акція відбувалася у порозумінні з українською поліцією, яка разом із комендантом Іваном Гарабачем-‘Пастернаком’ тоді ж  перейшла в УПА[181].
  - між селами Тур'є і Жданно на Дрогобиччині відділ УПА під командуванням «Благого» (Олексія Химинця) роззброїв роту угорців[182].
- 25 липня — у Львові у греко-католицькому кафедральному соборі св. Юра нібито сталася сутичка між АК та УПА. Тоді ж поширилася чутка, ніби німці направили до Львова дивізію СС «Галичина». Бажання помститися призвело до того, що в частині міста, зайнятій аківцями, сталася низка самосудів та вбивств українців. Імовірно, що тоді їх загинуло близько 70 людей[183].
- 27 липня;
  - у районі села Спасів у Львівській області упівці атакували колону із 250 мобілізованих новобранців у супроводі 12 солдатів. Конвойні розбіглися, 10 чи 12 новобранців пішли в УПА, решта розійшлися додому[184].
  - курені УПА «Різуна» і «Благого» під час очищення від залишків загону радянських партизан Михайла Шукаєва в трикутнику Смільна-Залокоть-Сторона (Самбірщина), зустріли в Жданому велику колону німців, яка відступала на захід. Відбувся двогодинний бій з використанням важкої артилерії та гранатометів з обох сторін. Німці з втратами відступили на північний схід, українські загони захопили велику кількість зброї[185].
- 28 липня;
  - українські повстанці атакували артилерійський склад і військовий шпиталь в селі Софіївка Перша[186].
  - в Бистриці Дрогобицької області сотня УПА прийняла бій з німцями, в якому загинуло близько 150 гітлерівців[187].
- 30 липня — у селі Кальна Долинського району чота сотні УПА під командуванням «Ясьміна» (Володимира Верещинського) здійснила засідку на дві роти угорців, що відступали з фронту, відібравши у них зброю. Після цього полонених гонведів було нагодовано й відпущено[185].
- ?? липня — у другій половині місяця під час очищення від недобитків загону радянських партизан Шукаєва у Майданських лісах на Дрогобиччині один з відділів УПА, що перебував в околицях сіл Зубриця та Головське, зазнав несподіваного нападу з боку угорського війська. Відбивши напад, повстанці успішним обхідним маневром змогли оточити гонведів і змусили їх скласти зброю. Все військове спорядження було конфісковано, а роззброєних гонведів відпущено на волю[188].

## Серпень
- ?? серпня — курінь УПА «Скажені» під командуванням Василя Андрусяка («Різуна») роззброїв між селами Зубриця і Радич у Турківському районі 220 угорських солдат. Під час проведення цієї акції було вбито 2-ох і поранено 7 угорців, без втрат з боку повстанців[189].
- 1 серпня — сотня УПА під командуванням Михайла Гуштака-«Євгена» мала сутичку з відділом червоних партизанів в селі Карликів, яка була невдалою: повстанці після короткої перестрілки розбіглися по лісі, а большевики, захопивши табір, пішли своєю дорогою[190].
- 2 серпня — в селі Новосілка (Підгаєцький район) упівці вбили вбили штурмана дивізії 2-ї Повітряної армії Героя Радянського Союзу Якова Топоркова[ru][191].
- 6 серпня — в селі Балигород (Ліський район, Львівська область) партизани УПА під командуванням Володимира Щигельського (Бурлаки) вбивають 42 польських чоловіків серед осіб, які виходили з костелу після недільної служби[192].
- 8 серпня — сотня УПА «Борового» (Василь Брилевський) вступила у переговори з командуванням угорських військ, що перебували на оборонних позиціях на гірському хребті в Богородчанському районі, щоб вийти із зони зіткнення двох ліній фронту. З цією метою за дорученням командира старшинської школи поручника Федіра Польового («Поля»), старшини УПА «Яреми» та «Артема» провели перемовини з угорським старшим лейтенантом, у ході яких була досягнута домовленість про ненапад та обумовлені попередні розпізнавальні клички і знаки[193].
- 9-11 серпня — біля с. Головське Дрогобицької області сотня УПА у боях з частинами НКВС знищила кілька десятків радянських військовослужбовців.[194].
- 10 серпня;
  - підрозділ УПА-Захід між селами Вільшаниця і Тисмениця Станіславської області розігнав конвой НКВС і звільнив 200 мобілізованих[195].
  - за даними УНКВС по Станіславській області, відділ УПА у кількості 100 осіб був перекинутий угорським військом через лінію фронту у Яблунівський район Станіславської області[196].
- 11 серпня — повстанці знищили комуністичного голову сільради села Новосілки (Яворівський район)[197].
- 12 серпня — в селі Яблунів (Львівська область) повстанці вбили голову суду, та розіслали комуністичними активістам анонімні листи із попередженням про розстріл[198].
- 13 серпня —  в селі Тучапи (Львівська область) відділ УПА прийняв бій з 50 співробітниками НКВС, було вбито 8 військовослужбовців, у тому числі один підполковник, один майор, два лейтенанти і один сержант НКВС.[199]
- ?? серпня — в середині місяця сотня УПА «Журавлі» влаштувала засідку на шляху поблизу с. Перегінське Рожнятівського району, внаслідок чого було оточено цілу автоколону гонведів, яких після роззброєння відпущено на волю[200].
- 16 серпня;
  - в селі Новиця Калуського району невідомий перерізав горло майору радянських ВПС[201].
  - напад сотні ВО-3 УПА-Захід «Сірі Вовки» (командир Петро Хамчук-Бистрий) на радянський гарнізон у селі Пановичі Підгаєцького району Тернопільської області. Під час нападу було вбито 60 ворогів, з боку повстанців втрат не було[202].
- 18 серпня — радянська партизанська дивізія Сидора Ковпака, згідно з постановою Політбюро ЦК КП(б)У, передана в повному складі НКВС для використання її переважно для боротьби з націоналістичними збройними формуваннями.[203].
- 20 серпня;
  - повстанці атакували поштове відділення в селі Більче[204].
  - облава 218-го полку прикордонних військ НКВС на сотню УПА «Дружинники-1» на урочищах Турниця та Відли в Перемиському повіті. Внаслідок п’ятигодинного оборонного бою, повстанці врешті-решт вирушити в прорив у північному напрямку, де вони потрапили у засідку, але все ж змогли вирватися з оточення. За  даними прикордонників, в операції було вбито і взято живими 49 повстанців[205]. За даними УПА вбито 32 прикордонника при власних втратах 6 полеглих[206].
- 22 серпня — командування групи УПА-«Захід-Карпати» видало наказ ч. 1, в якому зазначалось, що «німці з опущенням української території перестають бути для нас окупантом та головним ворогом», а тому було наказано «оминати всякі зудари як з німцями, так і з мадярами». Відкривати вогонь дозволялось лише у випадку самооборони[207].
- 23 серпня;
  - упівці спробували роззброїти групу угорських солдатів в с. Ялинкувате на Сколівщині, проте мадяри чинили запеклий опір, змусивши повстанців відступити[208].
  - в районі села Червоне Бережанського району партизани атакували колону з 850 новобранців у супроводі 80 радянських солдатів. Семеро загинули в бою, шість червоноармійців були поранені. Також загинули вісім призовників і 12 були поранені. Упівці за радянськими даними, втратили вісімнадцять чоловік[209].
- 26 серпня;
  - група повстанців чисельністю 100-150 чоловік атакувала селище Козова. Основний удар був спрямований на залізничну станцію. У боях із повстанцями спочатку брали участь червоні партизани і місцевий райвідділ НКВС. Однак після чотирьох годин битви і появи підкріплення в виді ешелону зенітного артилерійського дивізіону, повстанці відступили. Того ж дня на шосе біля Козової ще одна група повстанців чисельністю в 300 бійців атакувала похідну колону батальйону залізничної бригади[210].
  - за 3 км на південний схід від Рава-Руська в результаті диверсії на залізниці постраждав військовий ешелон, при цьому зійшли з рейок паровоз і два вагони[211].
- 28 серпня — в селі Вербиця (Ходорівський район), група повстанців чисельністю в 70 осіб атакувала мобілізаційну команду співробітників військомату з Ходоріва. Після кількагодинного бою і появи радянського підкріплення упівці відступили, втративши 5 вбитими і 5 полоненими[212].
- 29 серпня;
  - відбулася каральна акція військ НКВС за участю бійців ВБ польської національності над мирними жителями села Грабовець. Причиною такої жорстокості, за однією з версій, сутичка з групою партизанів, які переховувалися в сараї, загинули вісім бійців УПА. «Розігріті» протистоянням нападники, знищивши групу УПА, почали пацифікацію села. Було спалено 300 господарств та розстріляно кілька виявлених чоловіків. Було поранено також двох жінок, одна з яких — пов'язана з підпіллям — померла. Загалом загинули 86 людей, а понад сімдесят було заарештовано[213].
  - між Дрогобичем і Стриєм партизани кулеметним вогнем збили літак У-2. Пілот і полковник 8-ї повітряної армії, які керували цим літаком, загинули[214].
  - в селі Берлоги упівці вбили 5 червоноармійців 339 госпіталю, які прийшли сюди на заготівлю худоби та фуражу. Заготовлена ними худоба у кількості 16 голів була розібрана мешканцями цього села. Послану сюди пізніше групу автоматників місцеві жителі разом з повстанцями прогнали[215].
- 31 серпня — біля полонини Букове Бердо неподалік Балигорода, курінь УПА Мартина Мізерного-«Рена» оточив та роззброїв мельниківський партизанський загін ім. Полуботка на чолі з командиром загону Іваном Кедюличем (Чубчиком)[216].

## Вересень
- ?? вересня;
  - відбулось роззброєння невеликою групою курсантів підстаршинської школи УПА на чолі з Л. Волосовцем («Улас») угорської роти, що відступала в Карпатах[217].
  - на початку місяця під час переходу куренем «Рена» лінії фронту відбувся тригодинний бій з угорським батальйоном (400 осіб) на Ужоцькому перевалі. Опинившись у невигідному становищі (курінь «Рена», що перебував на горі, здійснював мінометний обстріл угорських позицій в маленькому присілку на схилі), угорське військо підняло білий прапор і було повністю роззброєне повстанцями. При цьому вояки УПА зняли з гонведів все обмундирування, віддавши їм взамін власний цивільний одяг[218].
- 2 вересня;
  - за даними транспортного відділу НКДБ Кишинівської залізниці відділ УПА у кількості 100 осіб був перекинутий німцями через лінію фронту і здійснив серію диверсій на залізничній ділянці Берегомет-Стара Жадова-Нова Жадова, підірвав шосейний міст, спалив два військові склади та конюшні, після чого розбившись на невеликі групи, повстанці повернулися через лінію фронту на підконтрольну німцям територію[219].
  - біля Войниліва відбувся бій між частинами НКВС і відділом УПА.[199].
- 5 вересня — повстанці знищили секретаря сільради в Лоєвій[220].
- 6 вересня —  на гарнізон 6-ї роти 169-го СП 9-ї СД ВВ НКВС в с. Грива (тепер не існує) здійснив напад курінь УПА-Північ під командуванням Олексія Громадюка‑"Острізького". Виставивши на сусідніх будівлях ряд вогневих точок повстанці раптово відкрили вогонь, коли бійці ВВ здійснювали фіззарядку і милися на дворі. За радянськими даними, було вбито 9 солдатів ВВ, а повстанські дані говорять про більш ніж 40 загиблих та трофеї — 1 кулемет Максима, 5 — ДП-27, 12 автоматів, 16 гвинтівок СВТ-40 і 12 гвинтівок Мосіна. Окрім того, на повстанську засідку потрапила машина із 2-ма відділеннями 169‑го полку зі станковим кулеметом, що їхала на допомогу 6-й роті. На крутому повороті біля с. Грива машина була раптово обстріляна повстанцями, внаслідок чого загинуло 14 солдатів і 1 зник безвісти[221].
- 7 вересня — в селі Жерниця Вишня сотня «Дружинники 2» ліквідувала 7 поляків із Ліська, які співпрацювали з червоними партизанами проти українців, а також трьох дезертирів з німецької армії, які планували приєднатися до червоних партизанів[222].
- 8 вересня — в Романівських лісах Бібрецького району відбулися великі бої між частинами НКВС і відділами УПА.[223].
- 9 вересня;
  - на залізничній ділянці Стоянів-Брани група повстанців чисельністю в 500 вояків атакувала товарний потяг № 1504, спилила телеграфні стовпи та порушила зв'язок. Вона ж потім двічі атакувала залізничну станцію в Стоянові, намагючись занищити склад з боєприпасами. Також вони знищили в селі 28 осіб: залізничників та комуністичних активістів[224].
  - в селі Літиня спрацювала заклачена повстанцями вистрибуюча міна, вбивши 8 червоноармійців та поранивши 62[225].
- 12 вересня — сотні УПА ‘Веселого’ і ‘Байди’ відбили наступ червоних партизанів на село Криве над Сяном[226].
- 13 вересня — одночасна атака куреня УПА «Скажені» на Богородчани та Лисець[227]. У Богородчанах повстанці близько години тримали в облозі місцевий рай-відділ НКВС, а коли прийшло підкріплення повстанці відступили. Партизани також атакували місцевий військкомат, де вбили начальника та районне управління зв'язку, де в полон потрапили радистка (їй вдалося встигнути покликати підкріплення) та охоронець будівлі. У Лисці УПА знищило телефонний зв'язок і понад три години обстрілювало будівлі РВ НКВС та РВ НКДБ. За радянськими даними, у Лисці було вбито чотирьох співробітників НКВС та поляка, поранено двох польських жінок. Партизани втратили 1 вбитого та одного пораненого[228].
- 17 вересня — після невдалої акції із зачистки лісу, поблизу села Урмань у повстанську засідку потрапила третя рота 187-го батальйону внутрішніх військ НКВС. Майже повністю знищена перехресним вогнем. Бій тривав 11 годин, потім із настанням сутінків партизани відійшли до Бережан. Оцінки цього зіткнення різні. За даними Совєтів, УПА втратило 300 осіб, і вони також втратили двадцять обозів зі зброєю та боєприпасами. Війська НКВС втратили 12 убитими, 18 пораненими та двоє зниклих безвісти[229]. Згідно з звітом УПА, Совєти втратили 97 осіб убитими, було захоплено три гранатомети, а також іншу зброю та боєприпаси. Про власні втрати нічого не йдеться[128].
- 27 вересня — в селі Кримне (Камінь-Каширський район) упівці абили 5 і поранили трьох червоноармійців з військової частини № 5296, а також спалили автівку і міст через річку[230].
- 29 вересня — під час перебування куреня УПА «Рена» у Лавочному, що вже було залишене угорським військом, але ще не зайняте червоноармійцями, повстанці були несподівано обстріляні гарматно-мінометним вогнем з угорських оборонних позицій, внаслідок чого було завдано важких поранень кільком стрільцям. У відповідь командир «Рен» відразу направив до угорських становищ дегегацію із білим прапорцем для ведення переговорів. Угорці попросили вибачення за інцидент, зазначивши, що помилково прийняли загін УПА за більшовиків. Під час зустрічі було домовлено, що курінь «Рена» покине Лавочне, бо сюди очікувався прихід радянських військ, а угорська сторона зобов’язалась взяти до себе на лікування вояків УПА, поранених під час помилкового обстрілу, та пропустити в Угорщину втікачів з Галичини, які, будучи наляканими комуністичним терором на вже зайнятих українських землях, поспішали виїхати за кордон[231].
- ?? вересня — наприкінці місяця під час переходу лінії фронту сотнею «Кривейка» у районі гори Сивуля командир відділу вступив у переговори з угорським військом, що утримувало оборонні позиції на горі. До налагодження контактів були залучені закарпатські вояки сотні, які перед цим дезертирували до лав повстанців. На угорських становищах українські партизани знайшли тимчасове укриття від переслідування радянських військ[232].

## Жовтень
- 5 жовтня;
  - Степан Бандера після звільнення з концтабору зустрічався із шефом головного бюро СС генералом Готтлобом Бергером. У цій «розмові» йшлося про «порозуміння» гітлерівців з ОУН. «Бандера — це незручний, упертий і фанатичний слов'янин, – писав Бергер у своєму рапорті. — Своєю ідеєю він відданий до останнього. На даному етапі надзвичайно цінний для нас, потім небезпечний. Ненавидить так само росіян, як і німців»[233].
  - в селі Тучапи група повстанців чисельністю в 10 осіб знищила голову сільради. Вона ж в той день атакувала Попельники де також знищила голову сільради та бійця винищувального батальйона[234].
- 6 жовтня — у Волошиново повстанці ліквідували голову сільради[235].
- 7 жовтня — напад Перемиського куреня УПА (командир Михайло Гуштак) на райцентр Сколе Дрогобицької області. Повстанці намагалися проникнути на територію військових госпіталів 18-ї армії (евакогоспиталь №1530 та головний польовий евакопункт №101). Не зумівши взяти будівлі штурмом упівці відступили. За радянськими даними, в ході багатогодинного бою вбито 10 бандерівців і одного взято в полон. Радянські втрати: вбито 10, поранено 5[236].
- 9-10 жовтня — за зникнення трьох польських лісників з Руди Ружанецької в околицях Нового Люблинця, в якому обвинувачено місцевих українців, 9 жовтня міліція з постерунків у Цешанові, Фільварках, Плазові і Руді Ружанецькій проводить репресивну акцію стосовно до українського населення. Керуючись принципом групової відповідальності, в селах Новий і Старий Люблинець міліціянти беруть серед місцевих мешканців 36 заручників, в тому числі греко-католицького священника. Незабаром міліціянти звільняють священника і дві інші особи, які переказують міліцейський ультиматум. В ньому звучать погрози розстрілом решті заручникам, якщо до кінця дня до Руди Ружанецької не повернуться зниклі поляки. Після закінчення визначеного терміну і невиконання поставленої умови, 10 жовтня в лісі біля Руди гине 33 українських заручники[237].
- 10 жовтня — на перегоні Кривин-Могиляни (Вінницька залізниця) внаслідок підриву повстанцями залізничного полотна зійшов із рейок потяг № 1901[238].
- 10-11 жовтня — підрозділи 24-ї бригади ВВ НКВС в районі сіл Сатиїв та Лукарівка Млинівського району Рівненської області проводили операцію з ліквідації сотні "В'юна". Один із заслонів для блокування повстанців був виставлений в с. Перемилівка і в 9:00 молодший лейтенант Горбунов дозволив солдатам взводу протитанкових рушниць (ПТР) 220‑го ОСБ почати сніданок. Саме в момент снідання їх раптово атакували бійці УПА, що проривалися із оточення. Взвод не вчинив жодного опору, поніс втрати в живій силі й озброєнні. Загинуло 17 осіб, у тому числі офіцери: мл. лейтенанти Горбунов і Коравкін[239].
- 11 жовтня — повстанський відділ чисельністю в 10 вояків захопив лікарню в місті Копичинці та атакував за допомогою гранат палати з пораненими співробітниками радянських органів держбезпеки. Тяжко поранений начальник Товстенського райвідділу НКДБ[240].
- 15 жовтня — розгром куренем «Скажені» прикордонної застави з 80 осіб у селі Красне, втрати УПА — двоє поранених[241].
- 17 жовтня — група повстанців чисельністю близько 100 бійців спалила 6 залізничних мостів в Лановецькому районі Тернопільської області[242].
- 18 жовтня — курінь «Рена» здійснив напад на станицю НКВС в містечку Перегінськ. Під час атаки загинуло двоє повстанців та кілька було поранено, дані про втрати ворога були засекречені[243].
- 19 жовтня — бій куреня «Скажені» із внутрішніми військами біля села Селище, після бою зігнані більшовиками місцеві жителі вивезли трупи 173 енкаведистів, втрати повстанців 3 дезертири[244].
- 22-25 жовтня — в Яворівському районі в лісі поблизу річки Суха Липа підрозділи 88-го прикордонного загону НКВД і частин 6-ї радянської армії з танками й літаками намагалися оточити і розгромити курінь УПА "Галайда" під командуванням Дмитра Пелипа ("Ема"). Після  цілоденного бою повстанці змогли прорватися на польську територію — в Любачівський повіт. По поверненні на Яворівщину 25 жовтня куреню довелося знову тримати кількагодинну оборону в лісі між селами Щирець та Улицько-Середкевичі, після чого пробиватися з оточення невеликими групами. Внаслідок 3-денної битви, за радянськими даними, було вбито 348 повстанців, понад 100 було поранено і 30 захоплено в полон[245].
- 24 жовтня — біля села Цапівці[246] (напевно (Шипівці) українські повстанці знищили винищувальну команду Товстенського РВК із 9 чоловік[247].
- 29 жовтня — в Прикарпатті відбувся великий бій загонів НКВС з бійцями табору УПА “Верховина”[248].

## Листопад
- 1 листопада — масштабна облава військ НКВС (близько 5 тисяч вояків) у Чорному лісі та Болехівських лісах на Івано-Франківщині. В оборонних боях відділи УПА знищили близько 200 енкаведистів, здобули 7 кулеметів, автоматичну зброю. Облавниками розгромлений табір крайової СБ в урочищі Гуркало, в якому перебувало близько 60 стрільців із членами крайової СБ. В нерівному бою загинули 27 повстанців в тому числі командир куреня Іван Гонта-«Гамалія», заступник референта СБ Проводу ОУН Василь Турківський-«Павло», члени крайової СБ – Тимофій Галів-«Скалюк», Мирон Голояд-«Роман»[249].
- 7 листопада — біля села Воля Якубова опергрупа НКВС Дрогобицького району вела бій з групой повстанців чисельністю в 20 вояків, чекісти втратили одного силовика. Повстанці ж без втрат відступили до лісу[250].
- 10 листопада — за 7 км на схід від Рівного вантажівка 17‑ї бригади ВВ НКВС із 18 солдатами була раптово обстріляна повстанцями із відстані 50-60 м. Шофер був убитий відразу, через це машина звалилася в кювет. Унаслідок обстрілу з радянського боку загнуло 5 червоноармійців і 5 було поранено[251].
- 11 листопада — підрозділ 205‑го ОСБ 16‑ї бригади ВВ НКВС чисельністю 97 бійців під командування заступника командира батальйону капітана Стулова повертався з операції. В урочищі Кобила біля с. Залав'я Рокитнівського району Рівненської області підрозділ о 14:00 вийшов на лісову галявину і в момент переходу містка були раптово обстріляний підрозділами УПА — відділом Володимира Кобриновича-"Сівача", відділом "Моряка" та сотнею "Кантового" із загону "Прилуцький", під загальним командуванням Никона Семенюка‑"Стального". Управління та керівництво боєм з радянського боку були відсутні. Внаслідок нападу, за радянськими даними, було вбито 26 бійців, у тому числі капітана Стулова й 3‑х офіцерів, 1 зник безвісти, було поранено 10 солдатів. Підрозділ ВВ НКВС, витративши майже весь боєзапас, відійшов[252]. Повстанський звіт по іншому оцінював радянські сили і втрати. За повстанськими звітами, сили ВВ НКВС становили 130 солдатів і внаслідок бою загинуло 117 радянських бійців при власних втратах 4 загиблі бійці УПА[253].
- 23 листопада — два загони упівців загальною чисельністю в 150 бійців, атакують село Сороцьке. Один здійснює зачистку вулиць села, інший атакує кладовище, де якраз якраз проходила похоронна процесія бійця Винищувального батальйону — поляка Юзефа Кобилюка, вбитого повстанцями двома днями раніше. Похоронну процесію Кобилюка охороняли 10 солдатів ВБ. Сталася збройна сутичка, коли солдати ВБ втратили трьох бійців, включаючи командира, то почали відступати. Загинули 28 поляків (13 осіб на кладовищі, а в селі — 15)[254].
- 24 листопада — біля села Красне на Станіславщині у сутичці з маневровою групою НКВС загинув командир округу «Буг» майор УПА Остап Линда, колишній командир роти батальйону «Нахтігаль»[255].
- 27 листопада — опергруппа ВВ НКВС разом з міліцейським загоном з колишніх партизанів у складі 220 осіб в Заложцівському районі проводили операцію з ліквідації куренів "Яструба" та "Романа". Внаслідок 10-годинного бою, за радянськими даними, було вбито 240 повстанців, при власних втратах 3 вбитих та 6 поранених. При чому було прозвітовано, що в цьому бою загинув і Дмитро Карпенко‑"Яструб", хоча ці дані не відповідають дійсності[256].
- 27–29 листопада — сотня УПА “Сірі Вовки” здійснила пропагандистський рейд на Буковину[257].

## Грудень
- 3 грудня — партизани УПА із сотні «Риболовці» нападають на село Чемеринці. Відбувається бій з винищувальними батальйонами (ВБ), в результаті якого частина села охоплена пожежею. Від куль УПА гине 45 членів ВБ[258].
- 5 грудня — сотня УПА «Орли» атакувала Тисменицю. Повстанці пошкодили лінії зв'язку, оточили райвідділ НКВС та військовий комісаріат та обстрілювали їх протягом 5 годин. Атакували також місцеву взуттєву фабрику, та підпалили будинок, у якому мешкав заступник голови місцевої райспоживспілки, який загинув під час пожежі. Повстанці відступили лише тоді, коли прибула підмога зі Станіслава, зокрема один танк. За даними радянської сторони, втрати більшовиків становили: 1 убитий і 1 поранений[259].
- 6-7 грудня — біля села Звір в Самбірському районі частини прикордонних військ НКВС (1, 2 і 3 комендатури 218 полку і маневрена група 13 загону) за участі приданого батальйону ЧА, взводу саперів, взводу протитанкових рушниць, взводу 82 мм мінометів, оперативного складу Самбірського та Старосамбірського райвідділів НКВС, а також місцевих винищувальних батальйонів вели бій з сотню УПА «Східняки» під командуванням "Байди". Радянська сторона прозвітувала про повний розгром повстанців. У доповіді наркома внутрішніх справ СССР Лаврентія Берії на ім’я Йосифа Сталіна втрати повстанців подані на 170 вбитих, 144 полонених при великих трофеях (7 ручних кулеметів, 10 автоматів, 56 гвинтівок, 3 пістолетах) і власних втратах в 3 вбитими, 6 пораненими[260]. Повстанці визнали свої втрати в 34 бійця. Серед полеглих були також окружний провідник ОУН Самбірщини Іван Тершівський-‘Чорній’ та окружний референт пропаганди Осип Зачко-‘Кобзар’[261].
- 11 грудня;
  - у селах Плоске і Сергії на Чернівеччині повстанці підірвали дерев’яні мости, ще один замінували[262].
  - відділ УПА атакував районий центр Яремче Станіславської області.[257].
- 12 грудня — бій куреня «Скажені» із військами НКВС СРСР біля села Виноград. Знищено 97 ворогів, кількість поранених невідома; втрати повстанців — 4 вбиті й 4 поранені[263].
- 13-14 грудня — прикордонні війська НКВС (приблизно 600 солдат) за доносом бунчужного сотні «Пролом» Гнатіва Степана — «Кармелюка», оточили село Розжалів, в якому на той час знаходилося на постої сотня «Пролом» Сокальського ТВ-3 ВО-2 "Буг" УПА-Захід під командуванням хорунжого «Черемоша» та центральний бункер Служби безпеки ОУН(р) Сокальщини під головуванням Леся Бабського — «Сергія». Операцією керували начальник 2-го прикордонного загону полковник Тимофій Сметанін та заступник начальника прикордонних військ НКВС з розвідки підполковник Арташес Тер-Григорян. Під час облави було вбито 146 осіб, повстанців та селян, 5 осіб було взято в полон також вщент спалено 60 господарств. Точні втрати прикордонників невідомі (є відомості про вбитих офіцера та 4 солдатів)[264].
- 14 грудня — селі Брустури (Косівщина) дві сотні УПА ім. Б.Хмельницького вели п’ятигодинний бій з загоном НКВС[265].
- 18 грудня — на околицях села Залісся Здолбунівського району Рівненської області рейдова група НКВС оточила загін поручика УПА Остапа Качана (Саблюк), який командував тактичною групою «Вінниця» (УПА-Південь). Після короткого бою він вистрілив собі у скроню[266].
- 20 грудня — сотня УПА “Змії” здійснила напад на районний центр Дрогобицької області Товмач[267].
- 23 грудня — біля села Кальварія Пацлавська підрозділ 218-го полку прикордонних військ НКВС під час прочісування місцевості натрапив на групу з 5 повстанців і знищив її. Серед загиблих виявився командир Військової округи-6 «Сян» Яків Чорній-Ударник[268].
- 31 грудня — за даними НКВС УРСР, за період з лютого по цю дату року проти УПА було проведено 6495 військових операцій, в яких було вбито 57 405 партизан, 50 387 захоплено і затримано і 15 990 з'явилася з повинною. З УРСР було вислано 4744 сімей партизан (13 320 осіб). Внаслідок операцій були захоплені: літак У-2, бронемашина, бронетранспортер, 35 гармат, 323 мінометів, 321 станковий і 2588 ручних кулеметів, 211 ПТР, 18 600 гвинтівок, 4200 автоматів та інше озброєння і спорядження, серед якого були 135 рацій і 18 друкарень[269]. В боях з УПА в 1944 році Червона Армія і внутрішні війська НКВС зазнали таких втрат: «убитими і повішеними» — 157 офіцерів і 1880 солдатів і сержантів, пораненими — 74 і 1770 відповідно, «зниклими безвісти і відведеними в ліс» — 31 і 402[270].